# Palaeopteryx
Palaeopteryx („pravěké křídlo“) je pochybný rod malého opeřeného teropodního dinosaura z kladu Paraves, žijící před asi 153 miliony let (období svrchní jury) na území dnešní Colorada v USA. V současnosti je tento taxon obvykle považován za nomen dubium (pochybné vědecké jméno).

## Objev a popis
Fosilie tohoto malého teropoda byly objeveny v 70. letech 20. století týmem Jamese A. Jensena z Brigham Young University s sedimentech souvrství Morrison (člen Brushy Basin, lokalita Dry Mesa Quarry). Holotyp má podobu jediné kosti dlouhé 45 mm. Jensen ji popsal jako levý tibiotarzus a považoval ji nejprve za kost pozdně jurského "praptáka", potenciálně staršího než je proslulý Archaeopteryx. Formálně popsal druh Palaeopteryx thomsoni v roce 1981. Jensen spolu s paleontologem Kevinem Padianem potom materiál znovu popsali v roce 1989. Další exemplář ze stejné lokality s označením BYU 2023 je pravou stehenní kostí o délce 63 mm. Patřila jakémusi vývojově odvozenému maniraptorovi a pravděpodobně nenáleží k holotypu paleopteryxe (protože je proporcionálně příliš malá).
Tento opeřený teropod patřil mezi nejmenší dosud známé neptačí dinosaury, jeho délka dosahovala jen 30 centimetrů a hmotnost se přibližně vyrovnala hmotnosti současného holuba. Palaeopteryx mohl být primitivním zástupcem kladu Avialae nebo také bazálním zástupcem skupiny Deinonychosauria.